# Port lotniczy Bhubaneswar
Port lotniczy Bhubaneswar (IATA: BBI, ICAO: VEBS) – port lotniczy położony w Bhubaneswar, w stanie Orisa, w Indiach. Został nazwany imieniem byłego szefa rządu Orissy Biju Patnaiku, który był także lotnikiem.

## Linie lotnicze i połączenia
| Linie lotnicze  | Kierunki                                                                                               |
| --------------- | --- |
| AirAsia         | Kolkata, Kuala Lumpur                                                                                  |
| AirAsia India   | Bengaluru, Hyderabad-Begumpet, Kolkata                                                                 |
| Air India       | Bengaluru, Hyderabad-Begumpet, Mumbaj, Nowe Delhi                                                      |
| Go Air          | Kolkata, Mumbaj                                                                                        |
| IndiGo Airlines | Ahmadabad, Bengaluru, Ćennaj, Guwahati, Hyderabad-Begumpet, Kolkata, Mumbaj, Nowe Delhi, Visakhapatnam |
| Thai AirAsia    | Bangkok-Don Muang (od 6 grudnia 2018)                                                                  |
| Vistara         | Nowe Delhi                                                                                             |